# Zajača
Zajača (em cirílico: Зајача) é uma vila da Sérvia localizada no município de Loznica, pertencente ao distrito de Mačva, na região de Podrinje Jadar. A sua população era de 574 habitantes segundo o censo de 2011.

## Demografia
| 1948 | 1953  | 1961  | 1971 | 1981 | 1991 | 2002 | 2011 |
| ---- | ----- | ----- | ---- | ---- | ---- | ---- | ---- |
| 745  | 1 117 | 1 272 | 886  | 814  | 721  | 693  | 574  |